# Список районов Лос-Анджелеса

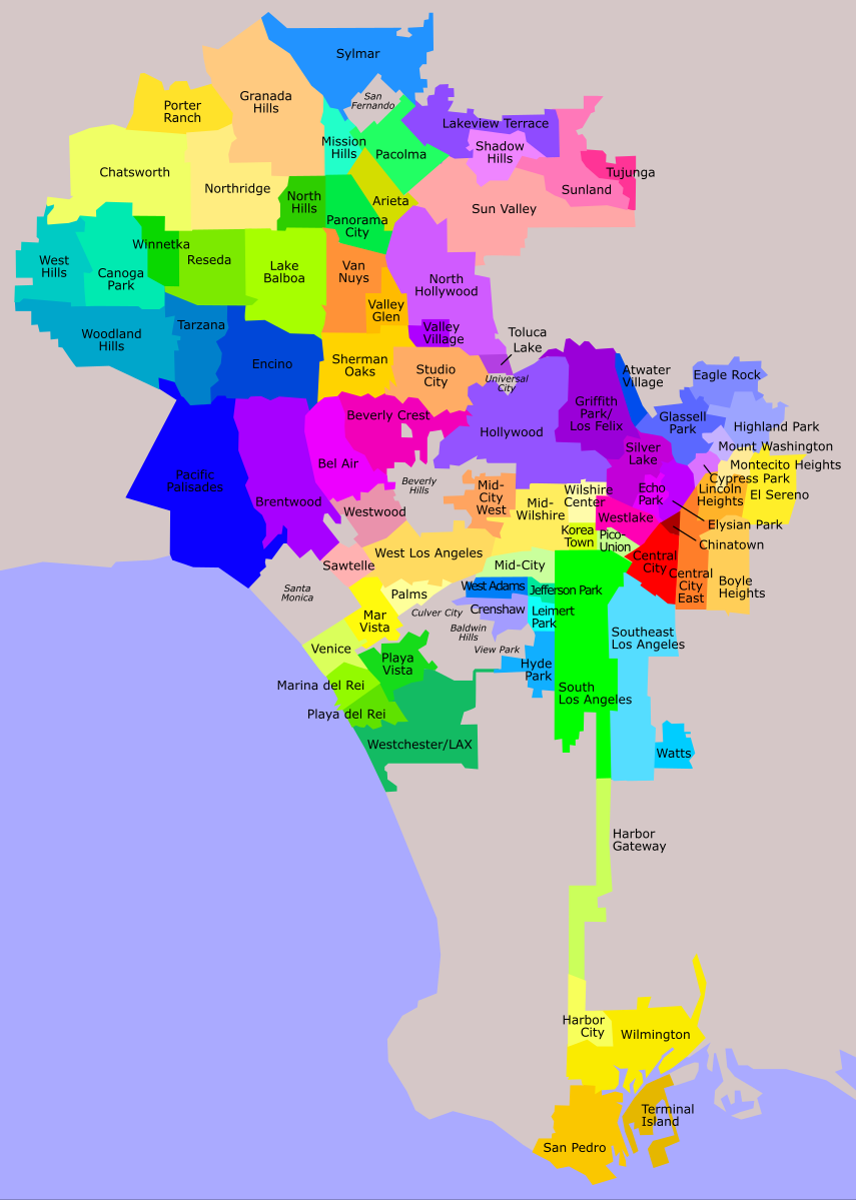
Нейборхуды Лос-Анджелеса

Ниже представлен список регионов, районов и некоторых нейборхудов (микрорайонов) города Лос-Анджелес (штат Калифорния, США). Он включает жилые и коммерческие промышленные районы, историко-заповедные зоны и деловые бизнес-районы, но не включает торговые районы, названия путей и трактов, ассоциации домовладельцев и неофициальные названия районов.

## Регионы
Сортировка по умолчанию — по названию, по алфавиту. Также любой столбец можно отсортировать по алфавиту / в обратном порядке (по возрастанию / убыванию), нажав на заглавие столбца.
| Название         | Население                     | Площадь, км² | Фото | Комментарии, ссылки |
| ---------------- | ----------------------------- | ------------ | ---- | --- |
| Большой Голливуд |                               |              |      | |
| Вестсайд         | 529 427 (2000) 413 351 (2000) | 262          |      | |
| Восточный        | 286 222 (2000)                | 53,5         |      | По переписи 2000 года, 91,2 % населения региона составляли латиноамериканцы. Лишь один из 20 жителей старше 25 лет имел степень бакалавр или выше. |
| Гавань           |                               | 500,1        |      | |
| Даунтаун         | ≈85 000                       | 15,1         |      | В регионе насчитывается более 500 000 рабочих мест.                                                                                                |
| Крескента        | ≈100 000                      |              |      | Небольшая долина. |
| Сан-Фернандо     | ≈1 770 000 (2012)             | 670          |      | Урбанизированная долина. |
| Северо-Восточный | 167 674 (2000)                | 44,5         |      | |
| Северо-Западный  |                               |              |      | В регионе находится большинство парков города, включая известный парк «Гриффит».                                                                   |
| Центральный      | 836 638 (2000)                | 149,9        |      | По переписи 2000 года, большинство населения региона составляли латиноамериканцы: 46,1 %.                                                          |
| Южный            | 271 040 (2014)                | 41 (130)     |      | |

## Районы и нейборхуды
В столбце «Комментарии, ссылки» нередко упоминаются примечательные факты о расовом составе того или иного района, его «образованности», «состоятельности» и т. п. Поэтому необходимо иметь в виду важные демографические показатели города Лос-Анджелес (согласно переписи-2020).

Расовый состав:
- Латиноамериканцы (любой расы) — 46,9 %
- Белые — 28,9 %
- Афроамериканцы — 8,3 %

39,7 % жителей города родились не в США.

19,2 % жителей старше 25 лет имеют степень бакалавр или выше.
Доход домохозяйства, в год:
- Медианный — 48 610 долларов
- Средний — 76 557 долларов

Сортировка по умолчанию — по названию, по алфавиту. Также любой столбец можно отсортировать по алфавиту / в обратном порядке (по возрастанию / убыванию), нажав на заглавие столбца.

### А—К
| Название                      | Достопримечательности | Фото     | Комментарии, ссылки |
| ----------------------------- | --- | -------- | --- |
| Анджелас-Виста                | Часовня Уилширского прихода |          | |
| Анджелес-Меза                 | |          | |
| Анджелино-Хайтс               | Кэрролл-авеню, более 30 «исторически-культурных монументов», много зданий в викторианском стиле | ещё фото | Один из старейших районов города. |
| Аннандейл                     | Исторический район «Поппи-Пик» |          | Район частично расположен в административных границах города Пасадина. Бо́льшая часть района состоит из домов представителей «высшего среднего класса», построенных в 1920-х и 1930-х годах. Относительная изоляция района от остальной части Пасадины придаёт ему особый характер, в том числе благодаря каньону с ручьём. |
| Арлингтон-Хайтс               | Библиотека Washington Irving Branch (раб. с 1926 г.), танц-бар Jewel's Catch One (раб. 1973—2015) | ещё фото | В районе проживает высокий процент латиноамериканцев (56,6 %) и людей, родившихся за пределами США (49,8 %). |
| Арлита                        | Штаб-квартира компании Juicy Couture | ещё фото | В районе проживает высокий процент латиноамериканцев (71,7 %). В Арлите прошла бо́льшая часть съёмок трилогии «Назад в будущее». |
| Банкер-Хилл                   | Концертный зал имени Уолта Диснея, Музей современного искусства, фуникулёр Angels Flight (раб. с 1901 г.) | ещё фото | |
| Беверли-Глен                  | Водохранилище Стон-Каньон |          | |
| Беверли-Гров                  | ТЦ Beverly Center (раб. с 1982 г.), отель сети Four Seasons | ещё фото | Район отличается большим количеством никогда не состоявших в браке мужчин и женщин (старше 18 лет), 53,2 % и 40,5 % соответственно. |
| Беверли-Крест                 | |          | Район очень «образованный» (67,6 % жителей старше 25 лет имеют степень бакалавр или выше). |
| Беверли-Парк                  | |          | Фактически — закрытый ЖК, в котором проживает (проживали) большое количество знаменитостей (например, Адель, Джастин Бибер, Эдди Мерфи, Род Стюарт, Сильвестр Сталлоне, Дензел Вашингтон); известен крупными жилыми домами (площадь ни одного из них не меньше 5000 квадратных футов, т. е. ок. 460 м²). Самый «состоятельный» район города: средний его житель зарабатывает более полумиллиона долларов в год. Фотографировать улицы и дома́ района запрещено.                                                                    |
| Беверливуд                    | | ещё фото | Район называют «ортодоксальным еврейским анклавом». |
| Бель-Эйр                      | Отель «Бель-Эйр», Японский сад Ханны Картер | ещё фото | Район очень «возрастной» (средний возраст жителя — 46 лет) и очень «образованный» (66,1 % жителей старше 25 лет имеют степень бакалавр или выше). В 1950-х — 1970-х гг. выпускался автомобиль Chevrolet Bel Air. В районе жили или живут поныне большое количество знаменитостей (в т. ч. Дженнифер Энистон, Уорнер Бакстер, Бейонсе с супругом, Клинт Иствуд, Жа Жа Габор, Альфред Хичкок, Леонард Нимой, Рональд Рейган с супругой, Элизабет Тейлор).                                                                           |
| Бенедикт-Каньон               | |          | В районе жили или живут поныне большое количество знаменитостей (в т. ч. Кэри Грант, Мила Кунис, Эштон Кутчер, Джей Лено, Джон Ловитц, Деми Мур, Ивет Викерз). |
| Бичвуд-Каньон                 | |          | Район граничит с Голливудом, его «ядром» является живописный каньон, поэтому здесь были сняты сцены немалого количества фильмов; в районе жили или живут поныне большое количество знаменитостей (в т. ч. Чарли Чаплин, Мила Кунис, Бела Лугоши, Мадонна, Боб Оденкерк, Киану Ривз, Эксл Роуз). |
| Бойл-Хайтс                    | Плаза Марьячи-плаза, парк «Хазард», больница «Линда Виста» (раб. с 1905 г.), Католическая церковь Святой Марии | ещё фото | В районе живёт крупная община чикано-мексиканцев. В районе проживает высокий процент латиноамериканцев (95 %). Лишь один из 20 жителей старше 25 лет имеет степень бакалавр или выше. |
| Болдуин-Виллидж               | | ещё фото | |
| Болдуин-Виста                 | |          | |
| Болдуин-Хиллз                 | Парки «Кеннет-Хан» и «Болдуин-Хиллз» | ещё фото | |
| Брентвуд                      | | ещё фото | В районе жили или живут поныне большое количество знаменитостей (в т. ч. Джоан Кроуфорд, Моника Левински, Мэрилин Монро, Гвинет Пэлтроу, Арнольд Шварценеггер, О. Джей Симпсон, Оливер Стоун). |
| Бродвей-Манчестер             | |          | Район отличается экстремальными демографическими показателями. Расовый состав: латиноамериканцы — 58,6 %, афроамериканцы — 39,3 %, белые — 1 %. Средний возраст жителя — 23 года. Лишь 3,9 % жителей старше 25 лет имеют степень бакалавр или выше. |
| Бруксайд                      | |          | |
| Ван-Найс                      | Аэропорт Ван-Найс; Бульвар Ван-Найс (частично на территории района, т. к. имеет длину 18 км), Бульвар Победы (частично на территории района, т. к. имеет длину 40 км); студия звукозаписи Sound City Studios; Старшая школа Ван-Найса (раб. с 1914 г.)                                                    | ещё фото | В районе жили или живут поныне такие знаменитости как Джейн Расселл, Синди Уильямс, Натали Вуд. |
| Венеция                       | Район известен своими каналами, пляжем и пешеходной набережной протяженностью 4 километра, на которой выступают артисты, гадалки и торговцы. Исторический район «Каналы Венеции»; тяжёлоатлетическая площадка пляж мускулов; много зданий в стиле эпохи Итальянского Возрождения; старшая школа «Венеция» | ещё фото | Основан в 1905 г. как приморский курортный городок, в 1926 г. был присоединён к Лос-Анджелесу. В районе жили или живут поныне такие знаменитости как Скай Феррейра, Эмилия Кларк, Фиона Эппл. |
| Византийско-Латинский         | Собор Святой Софии, Церковь Святого Фомы Апостола |          | В районе проживает большое количество греков. |
| Виктор-Хайтс                  | В районе прямо на улицах живут павлины | ещё фото | Много крутых холмов. Новые комплексы кондоминиумов стоят рядом с бунгало 1920-х годов постройки. Район широко известен под прозвищем «Забытый край», т. к. из-за административно-территориальных нюансов сюда сложно вызвать полицию. |
| Виллидж-Грин                  | | ещё фото | Район состоит из большого кондоминиумного комплекса, который является одновременно историко-культурным памятником города и национальным историческим памятником страны. |
| Восточный Голливуд            | Колледж Лос-Анджелеса (раб. с 1929 г.), Парк искусств Барнсдолл, Детская больница Лос-Анджелеса (раб. с 1901 г.), Дом мальвы | ещё фото | Район занимает 3-е место среди всех районов города по плотности населения. В районе жили или живут поныне такие знаменитости как Чарльз Буковски, Леонардо Ди Каприо. |
| Вудленд-Хиллз                 | Дом престарелых Фонда кино и телевидения | ещё фото | Много белых (79,9 %), мало латиноамериканцев (11,9 %). В районе жили или живут поныне такие знаменитости как Долорес Моран, Мэри Карвер, Сара Пэкстон, Доктор Дре, Рэйчел Меган Маркл, Джанель Молони, Нишель Николс. |
| Вэлли-Виллидж                 | | ещё фото | Латиноамериканцы составляли лишь 18,9 % населения (2008). В 1944—1945 гг. в районе жила Мэрилин Монро. |
| Вэлли-Глен                    | Колледж «Долина Лос-Анджелеса» (раб. с 1949 г.); расписная инсталляция «Великая стена Лос-Анджелеса» | ещё фото | |
| Галлери-Роу                   | |          | Как ясно из названия, в районе большое количество художественных галерей. |
| Гарванза                      | В районе расположены 14 «исторически-культурных монументов»: студия изобразительных искусств Judson Studios, много домов в стиле American Craftsman | ещё фото | |
| Гласселл-Парк                 | | ещё фото | |
| Голливуд                      | «Аллея славы», театр «Долби», кладбище «Голливуд навсегда», Музей Голливуда и десятки др. | ещё фото | Район твёрдо ассоциируется с кинематографом США, поскольку здесь находится много киностудий и живут многие известные киноактёры. Хотя для Лос-Анджелеса не является типичным создавать жёстко определённые границы для районов или кварталов, Голливуд — исключение. |
| Голливудские Холмы            | Кладбища «Лесная лужайка» и «Гора Синай»; Голливудское водохранилище; Знак Голливуда; концертный зал «Голливудская чаша» |          | В районе живёт большое количество киноактёров и киноактрис. |
| Гора Вашингтон                | Элдред-стрит — третья по крутизне (33 %) улица США. | ещё фото | |
| Гора Олимп                    | | ещё фото | Район примечателен высококлассным жильём и широкими улицами. Названия улиц взяты из греко-римской мифологии и литературы. В районе периодически случаются оползни. Район — «упражнение в вульгарности 1970-х годов, которое для неоклассической архитектуры то же самое, что вечеринка в тогах для античной драмы, с фальшивыми палаццо, псевдо-римскими статуями, дурацкими мраморными урнами и рычащими каменными львами, беспорядочно добавленными к невзрачным „оштукатуренным коробкам“» (Rough Guide to Los Angeles, 2013). |
| Гранада-Хиллз                 | Улица, вдоль которой растут 101 кедр гималайский (именно на их фоне снималась известная сцена с летящим велосипедом из знаменитого «Инопланетянина» (1982)); старшая школа Granada Hills Charter; парк «О'Мелвени»                                                                                        | ещё фото | В районе жили или живут поныне такие знаменитости как Кори Бёртон, Эшли Джадд, Кьюба Гудинг-мл. |
| Грин-Медоуз                   | Река Комптон-Крик |          | Расовый состав района специфичен: латиноамериканцы — 54,2 %, афроамериканцы — 44,1 %, белые — 0,6 %. |
| Дель-Рей                      | Жилой комплекс для бедных «Сады Мар-Виста», забранная в бетон река Баллона-Крик и велосипедная дорожка вдоль неё | ещё фото | Район с трёх сторон окружён городом Калвер-Сити. |
| Джефферсон-Парк               | Вестминстерская церковь | ещё фото | |
| Елисейская долина             | | ещё фото | В районе живут и работают современные художники и скульпторы Шепард Фейри, Марк Гротьян и Томас Хаусиго. Азиаты составляют 35,9 % населения района. |
| Елисейский парк               | Стадион «Доджер», Елисейский парк (один из крупнейших в городе (2,4 км²) и самый старый в городе (открыт в 1886 г.)) | ещё фото | |
| Западный                      | Университетская старшая школа (раб. с 1924 г.) | ещё фото | |
| Игл-Рок                       | Западный колледж | ещё фото | С 1911 по 1923 год был самостоятельным городом. В районе проживает большое количество филиппинцев: 38,5 % его жителей родились не в США, и из этого числа 35,1 % — на Филиппинах. Здесь жили или живут поныне такие знаменитости как Бен Аффлек и Мэтт Деймон (оба студенты, они жили в одной комнате в общежитии, именно здесь они написали сценарий фильма «Умница Уилл Хантинг» (1997)), Марлон Брандо, Барак Обама, Вирджиния Уайдлер.                                                                                        |
| Игрушек                       | | ещё фото | Многоязычный, многокультурный район, состоящий из одно- и двухэтажных зданий, часто окрашенных в пастельные тона, здесь работают ок. 500 предприятий, связанных с игрушками и электроникой (информация 1998 г.) Огромное количество магазинов, торгующих товарами по низким ценам. Много бездомных. |
| Искусств                      | Грузовой терминал (раб. с 1922 г.), комплекс, где живут и работают художники, Южно-калифорнийский институт архитектуры | ещё фото | |
| Исторический филиппинский     | | ещё фото | Как ясно из названия, демографический состав района специфичен: белые и афроамериканцы — по 4 % населения, азиаты — 25 %, и из этого числа 64 % — филиппинцы. |
| Исторический Южно-центральный | Колледж Los Angeles Trade–Technical (раб. с 1925 г.) |          | В районе проживает очень большое количество латиноамериканцев (87,2 %) и очень малое — белых (1,8 %). 74,2 % жителей старше 25 лет не окончили даже старшую школу — это второй по необразованности район города, лишь 3,2 % жителей старше 25 лет имеют степень бакалавр или выше — один из самых низких показателей по городу. |
| Историческое ядро             | Здание Eastern Columbia Building; огромное количество кинотеатров и театров |          | |
| Канога-Парк                   | Штаб-квартира компании Rocketdyne, множество предприятий аэрокосмической и оборонной области | ещё фото | С 1912 по 1917 год был самостоятельным городом с названием Оуэнсмаут. В районе очень плохая экологическая обстановка. |
| Кантри-Клаб-Парк              | | ещё фото | Район частично охраняем и огорожен; три улицы, пересекающие бульвар Пико, закрыты для сквозного движения транспорта и пешеходов; здесь жили или живут поныне такие знаменитости как Лина Хорн, Махалия Джексон, Хэтти Макдэниел, Лу Ролз. |
| Картей                        | |          | |
| Картей-Серкл                  | Театр Картей Серкл (раб. 1926—1969) |          | Район — первый в городе, где коммуникации были проложены под землёй. |
| Корейский квартал             | Юго-Западная юридическая школа; здание Pellissier Building and Wiltern Theatre; геотермальная минеральная общественная купальня-бассейн Bimini Baths | ещё фото | В районе проживает немалое, но отнюдь не огромное количество корейцев. Это самый густонаселённый район города (17 754 человека на км² по оценке 2008 г.) Белые составляют всего 7,4 %; 68 % жителей района родились не в США, и из этого числа 28,6 % — в Корее. |
| Коридор Юкка                  | | ещё фото | |
| Креншоу                       | ТЦ Baldwin Hills Crenshaw Plaza (раб. с 1947 г.) | ещё фото | С середины 1960-х в районе находится крупная японская община, впрочем к 1990 году её численность сократилась с 8000 до 2500 человек. В районе жили или живут поныне большое количество знаменитостей (в т. ч. Тиффани Хэддиш, Айс Кьюб, Ice-T, Skee-Lo). |

### Л—С
| Название                        | Достопримечательности | Фото     | Комментарии, ссылки |
| ------------------------------- | --- | -------- | --- |
| Ларчмонт                        | | ещё фото | В районе проживает немалое количество корейцев: 56 % жителей района родились не в США, и из этого числа 28,3 % — в Корее. Есть школа для слепых. |
| Лейк-Вью-Террас                 | Плотна Хансен | ещё фото | В районе проживает крупное сообщество любителей конного спорта, и это один из немногих оставшихся жилых районов в городе, где есть частные дома, предназначенные для разведения лошадей. Больше половины района представляет собой ненаселённые участки, заросшие деревьями и кустарником. |
| Леймерт-Парк                    | | ещё фото | Район примечателен домами в стиле испанского колониального возрождения и обсаженными деревьями улицами. Афроамериканцы составляли 79,6 % жителей, белые — 1,5 %, лишь 10,7 % жителей были рождены вне США (2000). |
| Линкольн-Хайтс                  | Парк Линкольна, Винодельня Сан-Антонио (раб. с 1917 г.), ферма аллигаторов (1907—1984), комплекс, где живут и работают художники, музыкальное заведение «157», старшая школа Авраама Линкольна (раб. с 1878 г.) | ещё фото | Один из старейших районов города. Латиноамериканцы составляли 66,2 % населения, афроамериканцы — лишь 0,4 %; 55,8 % жителей района родились не в США — самый высокий показатель по городу; 5,5 % жителей старше 25 лет имеют степень бакалавр или выше — один из самых низких показателей по городу (2019). Количество бездомных в районе за 6 лет (2016—2022) выросло в 5,5 раз.                                                                                                 |
| Лорел-Каньон                    | Бульвар Лорел Каньон; в 2017 г. в районе жила дикая пума |          | В 1981 г. в районе было совершено резонансное массовое убийство. |
| Лос-Фелис                       | Старшая школа Джона Маршалла (раб. с 1931 г.), Дом Джона Соудена, Дом Эннисов, обсерватория Гриффита, Церковь Святой Марии Ангельской | ещё фото | Латиноамериканцы составляли всего 18,7 %, афроамериканцы — всего 3,7 % населения района (2000). 44,5 % жителей были рождены вне США, и из этого числа — 25,3 % в Армении. |
| Маленькая Армения               | Армянская школа (раб. с 1969 г.) 24 апреля каждого года армянская диаспора района собирается, чтобы вспомнить геноцид 1915—1923 годов. | ещё фото | |
| Маленький Токио                 | Японо-американский национальный музей, Музей современного искусства, монумент Go for Broke, ежегодный фестиваль Nisei Week, отель DoubleTree by Hilton Hotel Los Angeles Downtown | ещё фото | Самый большой и густонаселённый из трёх официальных японских городов в США (все они находятся в Калифорнии). |
| Мар-Виста                       | Старшая школа «Венеция» | ещё фото | |
| Мид-Сити                        | Синагога Бет Хайим Хадашим | ещё фото | Белые составляют всего 9,5 % населения района (2008). |
| Мид-Уилшир                      | Музей искусств округа Лос-Анджелес, Автомобильный музей Петерсена, здание женской организации Ebell of Los Angeles, Ранчо Ла-Бреа, парк «Хэнкок» | ещё фото | Латиноамериканцы составляют лишь 19,9 % населения района, а вот азиатов заметно больше, чем в среднем по городу, — 19,8 %. |
| Миля чудес                      | Музей киноакадемии; штаб-квартира SAG-AFTRA; небоскрёб 5900 Wilshire | ещё фото | Фактически — часть бульвара Уилшир в самом центре города, известная под прозвищем «Музейный ряд». |
| Мишн-Хиллз                      | Ранчо-музеи Rómulo Pico Adobe и Mission San Fernando Rey de España; кладбище «Сан-Фернандо Мишн» | ещё фото | |
| Модный                          | | ещё фото | Район для улучшения ведения бизнеса. Насчитывает более 4000 предприятий розничной и оптовой торговли, торгующих одеждой, обувью, аксессуарами и тканями. |
| Монтесито-Хайтс                 | Парк Эрнеста Дебса (занимает около половины площади района), Музей на площади Наследия | ещё фото | Район имеет прозвище Wilderness in the City (Дикие земли в городе). |
| Норт-Хиллз                      | Крупный (занимает более трети площади района) амбулаторный центр для ветеранов, в котором снимались заметные сцены таких фильмов как «Терминатор 2: Судный день», «Хэллоуин 2007», «Хэллоуин 2», «Красота по-американски», «Сводные братья». | ещё фото | |
| Нортридж                        | Калифорнийский государственный университет (его кампус занимает около половины площади района), ТЦ Northridge Fashion Center | ещё фото | В 1994 г. произошло сильное землетрясение с эпицентром в Нортридже. |
| Общественный Центр              | Парк «Гранд», театры «Ахмансон» и Mark Taper Forum, Павильон Дороти Чендлер, Музыкальный центр Лос-Анджелеса, Концертный зал имени Уолта Диснея, Собор Пресвятой Богородицы с Ангелами, Ратуша Лос-Анджелеса, штаб-квартира Департамента полиции Лос-Анджелеса | ещё фото | Административный центр Лос-Анджелеса: здесь расположены множество правительственных учреждений города, округа, штата и федерального правительства и судов. |
| Озеро Бальбоа                   | Парки «Озеро Бальбоа», «Вудли»; «Японский сад» | ещё фото | |
| Озеро Толука                    | Озеро Толука — принадлежит местным жителям, находится в ведении Ассоциации, основанной в 1934 году, окружено частными домами и гольф-клубом (занимает ок. 40 % площади района), полностью недоступно для публики и скрыто от неё. | ещё фото | |
| Оптовой торговли                | | ещё фото | Официальное название района — Северо-Центральная часть города (англ. Central City North), но почти всегда упоминается как Wholesale District, т. е. «район оптовой торговли». Район в основном занят складами, в т. ч. холодильными. За историю существования район «прославился» большим количеством пожаров, взрывов, высоким уровнем преступности и проституции. |
| Пакоима                         | | ещё фото | |
| Палмс                           | Музей технологий юрского периода | ещё фото | Старейший район города (присоединён в 1915 г.) |
| Панорама-Сити                   | | ещё фото | Латиноамериканцы составляют 70,1 % населения, белые — лишь 11,5 %. 55 % жителей района были рождены вне США, и из этого числа 52,1 % в Мексике — очень высокий процент по городу. |
| Парк Победы                     | | ещё фото | |
| Пасифик-Палисейдс               | Район примечателен своим уединением, как сплочённое сообщество с атмосферой маленького городка, средиземноморским климатом, холмистым рельефом, природной средой, обилием парковых зон и пешеходных маршрутов, 4,8-километровой полосой береговой линии и тем, что здесь расположено несколько архитектурно значимых домов (Дом Имса, Дом Томаса Манна, Вилла Аврора). Образовательный центр и художественный музей «Вилла Гетти»; Святилище Братства самореализации на озере; исторический парк Уилла Роджерса; часть пешеходной тропы Backbone Trail; часть парка «Топанга»; частный гольф-клуб Riviera Country Club | ещё фото | Район был основан в 1921 г. методистами шатокуа. Белые составляют 81 % населения, афроамериканцы — 1 %, латиноамериканцы — 4 %. Около 29 % жителей — евреи. Район знаменит большим количеством диких попугаев, которых насчитывается около 15 видов. В январе 2025 г. район сильно пострадал от пожара. |
| Пико-Юнион                      | | ещё фото | 4-й по плотности населения район города. Латиноамериканцы составляют 85,4 % населения города, белые — лишь 3 %. 64,6 % жителей родились вне США, и из этого числа 44,4 % — в Сальвадоре. |
| Плайа-Виста                     | Водно-болотное угодье «Баллона» | ещё фото | |
| Плайа-дель-Рей                  | | ещё фото | Район примыкает к городскому аэропорту, и его постепенное развитие вынуждает жителей покидать район, оставленные дома́ сотнями сносятся. Латиноамериканцы составляют лишь 10 % населения. |
| Площадь Вермонт                 | Церковь Святой Цецилии |          | Много афроамериканцев — 39,2 %, мало белых — 1,4 % населения района. |
| Площадь Виндзор                 | | ещё фото | Много азиатов — 41,6 %, мало латиноамериканцев — 14,8 % населения района. 33,5 % его жителей родились не в США, и из этого числа 57,7 % — в Южной Корее (самый высокий показатель по городу). В районе нет ни одной школы. |
| Площадь Лафайет                 | | ещё фото | Исторический полузакрытый район для богатых семей. В начале 1990-х годов четыре из пяти въездов в район были перекрыты коваными железными воротами: за это каждый житель района заплатил по 400 долларов. Состоит из 236 домов (2003). В районе жили или живут поныне большое количество знаменитостей, например, Роско Арбакл, Уильям Филдс. |
| Портер-Рэнч                     | |          | В 2015—2016 годах в районе произошла крупная утечка метана. В районе проживает большое количество азиатов (26,8 %) и малое количество латиноамериканцев (7,5 %) и афроамериканцев (1,8 %). |
| Ранчо-Парк                      | Гольф-парк; женская католическая старшая школа «Академия Нотр-Дам» | ещё фото | |
| Ресида                          | Бульвар Ресида (частично на территории района, т. к. имеет длину 19 км) | ещё фото | В районе работают 20 школ (5 из них частных). |
| Сайпресс-Парк                   | Парк «Рио-де-Лос-Анджелес» |          | Район находится в пойме двух рек, с трёх сторон окружён холмами. Расовый состав: латиноамериканцы — 82,1 %, белые — 4,9 %, афроамериканцы — 0,6 %. |
| Сан-Педро                       | Порт Лос-Анджелеса (частично на территории района); Мост Винсента Томаса; Музей линкора «Айова», Морской музей Лос-Анджелеса; корабль SS Lane Victory; океанариум «Кабрильо»; пляж Кабрильо; маяк Пойнт-Фермин; Корейский колокол дружбы; Церковь Марии Морской Звезды | ещё фото | |
| Санленд-Тэханга                 | Высшая точка города — гора Лакенс (высота н. у. м. 1547 м, относительная высота 547 м); каменный дом Болтон-Холл |          | |
| Саут-Робертсон (Пико-Робертсон) | Музей толерантности | ещё фото | В районе проживает крупное сообщество евреев. Здесь расположено более 30 сертифицированных кошерных ресторанов, в том числе деликатесные, китайские, итальянские и мексиканские рестораны. Белые составляют 73,5 % населения, латиноамериканцы — лишь 7,3 %. 34,6 % жителей родились вне США, и из этого числа 37,2 % — в Иране (самый высокий показатель по городу). |
| Северный Голливуд               | Штаб-квартира Американской телевизионной академии; много театров, художественных галерей, кафе и магазинов — микрорайон Нохо; кладбище «Вальгалла» | ещё фото | |
| Сенчури-Сити                    | Отель The Century Plaza, небоскрёбы Century Plaza Towers, Fox Plaza и Constellation Place | ещё фото | Самый «пожилой» район города: в 2008 г. 26,4 % его жителей были старше 64 лет. Афроамериканцы составляли лишь 1,4 % жителей. |
| Силвер-Лейк                     | Водохранилище (в честь которого район и получил название); мост Глендейл-Хиперион; ЛГБТ-клуб «Таверна „Чёрный кот“» | ещё фото | Район считается одними из самым «хипповых» в городе: здесь большое количество баров, ночных клубов, ресторанов. В районе жили или живут поныне большое количество знаменитостей (в т. ч. Джуди Гарленд, Бек, Мако). |
| Силмар                          | Музей Nethercutt Collection; кладбище San Fernando Pioneer; парк Veterans Memorial | ещё фото | Самый северный район города, фактически — пригород. Большой разброс высот: от 340 до 520 м. |
| Скид-Роу                        | Жилой комплекс для бездомных Star Apartments | ещё фото | Официальное название района — Восточно-центральная часть города (англ. Central City East), но почти всегда упоминается как Skid row, т. е. «часть города, известная высоким уровнем бродяжничества и плохим обслуживанием». В районе проживает ок. 10,6 тыс. человек, из которых ок. 4400 человек — бездомные. Белые составляют лишь 22,3 % населения, латиноамериканцы — лишь 15,1 %. Мужчин почти в два раза больше чем женщин. 41,8 % жителей существовали за чертой бедности. |
| Солнечная Долина                | | ещё фото | Латиноамериканцы составляют 69,4 % населения, белые — лишь 17,9 %, афроамериканцы — лишь 1,9 %. 51,9 % жителей района родились вне США, средний возраст жителя — 28 лет (2000). |
| Соноратаун                      | |          | В районе проживает много мексиканцев (он назван в честь мексиканского штата Сонора). |
| Сотелл                          | Дом ветеранов; артхаусный кинотеатр «Нуарт» | ещё фото | В районе существует крупная община японцев. |
| Студио-Сити                     | Теле- киностудия Radford Studio Center (в честь неё район и назван); «Дом Семейки Брейди»; глинобитный дом Campo de Cahuenga | ещё фото | Латиноамериканцы составляли лишь 8,7 % населения (2000). В районе жили или живут поныне большое количество знаменитостей (в т. ч. Джозеф Барбера, Райан Гослинг, Сет Макфарлейн, Алисса Милано, Уильям Шетнер, Анна Николь Смит). |

### Т—Я
| Название             | Достопримечательности | Фото     | Комментарии, ссылки |
| -------------------- | --- | -------- | --- |
| Тайский городок      | Въезды в район «охраняют» статуи апсонси. В апреле широко празднуется сонгкран (частично перекрывается Голливудский бульвар). | ещё фото | Единственный официально признанный «тайский городок» в США (хотя в стране тайцев проживает ок. 250 тыс.), и один из двух таких в мире. 27 % домохозяйств района существуют за чертой бедности (при 15 % в среднем по городу). |
| Тарзана              | | ещё фото | Белые — 70,3 % населения района, афроамериканцы — лишь 3,6 %. В районе жили или живут поныне большое количество знаменитостей (в т. ч. Эдгар Райс Берроуз (сам район назван в честь придуманного им персонажа), Хлои Кардашьян, Хейли Стайнфелд). |
| Уилмингтон           | Музей «Барабанные бараки»; Дом Бэннинга | ещё фото | Из-за высокой концентрации промышленности и третьему по величине нефтяному месторождению на континентальной части США, в районе высокий процент жителей-латиноамериканцев и рождённых вне США (44,5 %). Почти 20 % площади района занимают нефтеперерабатывающие заводы — примерно в 3,5 раза больше, чем занимают парки и зелёные зоны. Район известен пожарами, плохой экологией и большим количеством больных жителей. Латиноамериканцы — 86,6 % населения, белые — 6,4 %. Лишь 5,1 % жителей старше 25 лет имеют степень бакалавр или выше. |
| Уилшир-Парк          | | ещё фото | |
| Уилшир-Сентер        | Здание Баллокс Уилшир; Пресвитерианская церковь Иммануила, Епископальная церковь Святого Иакова, Храм на бульваре Уилшир | ещё фото | |
| Уиннетка             | | ещё фото | |
| Уитли-Хайтс          | |          | В районе жили или живут поныне большое количество знаменитостей (в т. ч. Бетти Блайт, Марлен Дитрих, Барбара ла Марр, Гарольд Ллойд, Барбара Стэнвик, Глория Свенсон). |
| Университетский парк | Университет Южной Калифорнии, Университет горы Святой Марии, семинария Еврейский юнион-колледж — Еврейский институт религии; исторический район «Северный Университетский парк»; концертный зал «Шрайн-Аудиториум»; Собор Святого Иоанна | ещё фото | |
| Уорнер-Сентер        | | ещё фото | Плановый район; центральный деловой район. |
| Уоттс                | Башни Уоттса | ещё фото | Самый «молодой» район города: средний возраст жителя — 21 год. Латиноамериканцы — 61,6 % населения, белые — лишь 0,5 %. См. также Восстание в Уоттсе. |
| Уэст-Адамс           | Исторический Уэст-Адамс: много зданий, сооружений, особняков, построенных в 1880—1925 гг. Более 70 объектов района получили признание в качестве историко-культурного памятника Лос-Анджелеса, исторической достопримечательности Калифорнии или занесены в Национальный реестр исторических мест (например, «Менло-авеню — Западная 29-я улица», «Северный Университетский парк»). | ещё фото | Один из старейших районов города. |
| Уэст-Хиллз           | Центр садоводства ранчо Оркатт; парк «Скорпион» | ещё фото | Латиноамериканцы составляют лишь 12,2 % населения (2022). |
| Уэствуд              | Калифорнийский университет; бульвар Уилшир, бульвар Сансет (одна из границ района), бульвар Санта-Моника (одна из границ района); особняк Playboy, тегеранджелес; театр «Фокс»; Музей Хаммера; Храм в Лос-Анджелесе, Калифорния | ещё фото | Мало латиноамериканцев (7 %) и афроамериканцев (2 %). |
| Уэстлейк             | Дом Фредерика Митчелла Муэрса, Мемориальный дом Мэри Эндрюс Кларк, отель Park Plaza, Первая конгрегационалистская церковь Лос-Анджелеса, парк «Макартур» | ещё фото | Много старых домов, не отвечающих никаким правилам пожарной безопасности. Район занимает 2-е место среди всех районов города по плотности населения. Латиноамериканцы — 73,4 % населения, белые — лишь 4,5 %. 67,6 % жителей района родились вне США. |
| Уэстчестер           | Городской аэропорт (Theme Building); Университет Лойола Мэримаунт, Колледж Отиса искусства и дизайна | ещё фото | |
| Финансовый           | Небоскрёбы Westin Bonaventure Hotel, City National Plaza, FourFortyFour South Flower, The Biltmore Los Angeles, Аон-центр, Wilshire Grand Center; Центральная библиотека, Дом изобразительных искусств, площадь Першинга | ещё фото | |
| Франклин-Хиллз       | Мост Шекспира, комплекс телестудий The Prospect Studios |          | В районе жили или живут поныне большое количество знаменитостей (в т. ч. Рой Дисней, Уолт Дисней, Зои Салдана). |
| Фэрфакс              | «Фермерский рынок», ТРК «Роща», комплекс телестудий «Город телевидения», музей Холокоста, Пан-Тихоокеанский концертный зал, гастроном Canter's | ещё фото | Район является центром еврейской общины города. В районе проживает низкий процент латиноамериканцев (5,9 %). 23,2 % жителей родились вне США, и из этого числа 8,9 % — на Украине (самый высокий показатель по городу). |
| Хайд-Парк            | Музей Destination Crenshaw | ещё фото | |
| Хайленд-Парк         | Дом Lummis House, масонский храм, имение Смита | ещё фото | Один из старейших районов города. |
| Харбор-Гейтуэй       | Штаб-квартира Faraday Future | ещё фото | |
| Харбор-Сити          | Парк «Кен-Маллой-Харбор» | ещё фото | |
| Харвард-Хайтс        | Много «отдельно стоящих домов для одной семьи» (в т. ч. единственный сохранившийся в городе фирмы Greene and Greene); старшая школа Bishop Conaty-Our Lady of Loretto High School (раб. с 1923 г.) | ещё фото | |
| Холмби-Хиллз         | Парки «Холмби» и «Де Неве Скуэа» | ещё фото | Много «лежачих полицейских» на ключевых улицах. |
| Хэнкок-Парк          | Много жилых домов постройки начала XX века, например, El Royale, The Ravenswood | ещё фото | Около 20 % населения района составляют ортодоксальные евреи, особо много хасидитов. В районе жили или живут поныне большое количество знаменитостей (в т. ч. Мухаммед Али, Антонио Бандерас, Мелани Гриффит). |
| Чайнатаун            | Храм Тьен Хау, большое количество ресторанов, в т. ч. Philippe's (раб. с 1908 г.) и Little Joe's (1928—1998) | ещё фото | Азиаты составляют 68,8 % населения района, белые — 8,7 %. В Чайнатауне жил Брюс Ли. «Ядро» района — т. н. Старый Чайнатаун, существовавший с 1860-х по 1930-е годы. |
| Чатсуорт             | Более десятка парков, включая «Сейдж-Рэнч» и заповедник «Чатсуорт» | ещё фото | |
| Чевиот-Хиллз         | | ещё фото | В районе жили или живут поныне большое количество знаменитостей (в т. ч. Люсиль Болл, Рэй Брэдбери, Бастер Китон, Джонни Вайсмюллер ). |
| Шерман-Окс           | | ещё фото | По оценкам 2022 года латиноамериканцы составляли всего 16,2 % населения. В районе жили или живут поныне большое количество знаменитостей (в т. ч. Дженнифер Энистон, Дрю Бэрримор, Мел Гибсон, сёстры Олсен). |
| Экспозишен-Парк      | Парк «Экспозишен-Парк», в котором расположены Мемориальный колизей Лос-Анджелеса, стадион «BMO», Сад роз, Калифорнийский музей афроамериканцев, Калифорнийский научный центр, Лос-Анджелесский музей естественной истории |          | Белые составляют лишь 2,2 % населения. Лишь 7,3 % жителей старше 25 лет имеют степень бакалавр или выше. |
| Эль-Серено           | | ещё фото | |
| Энсино               | Исторический парк «Лос-Энсинос» (открыт с 1949 г.) | ещё фото | Район примечателен высокой долей преобладания евроамериканского населения по сравнению с остальным городом. Белые — 80,1 %, латиноамериканцы — 8,5 %. 32,8 % жителей родились вне США, и из этого числа 6,4 % — в России (самый высокий показатель по городу). В районе жили или живут поныне большое количество знаменитостей (в т. ч. Бад Эбботт, Кэтрин Бах, Селена Гомес, Сэмюэл Лерой Джексон, Мартин Лоуренс, Слэш). |
| Этуотер-Виллидж      | | ещё фото | Бо́льшая часть района находится в пойме реки Лос-Анджелес. |
| Эхо-Парк             | Озеро Эхо-Парк, Елисейский парк (его небольшая часть) | ещё фото | Район считается самым «хипповым» в городе, здесь большое количество баров, ночных клубов, ресторанов. В районе жили или живут поныне большое количество знаменитостей (в т. ч. Элис Купер, Сет Грин, Мак Сеннет, Клара Кимболл-Янг). |
| Ювелирный            | «Государственный театр»; Ювелирная биржа | ещё фото | Как ясно из названия, в районе большое количество ювелирных магазинов. Средний год постройки зданий в этом районе — 1923. |
| Южный парк           | | ещё фото | В районе проживает много латиноамериканцев (78,6 %), а белых — лишь 1 %. |

## Прочие районы
Некоторые локации Лос-Анджелеса не являются районами юридически, но в связи со своей обособленность, примечательностью очень часто называются «районами».
- Перевал Кауэнга
- Парк Гриффит
- Остров Терминал